# Greg Louganis
Gregory Efthimios Louganis, detto Greg (San Diego, 29 gennaio 1960), è un tuffatore statunitense.
È considerato uno dei più grandi tuffatori di tutti i tempi: tra il 1976 e il 1988 vinse quattro ori olimpici e cinque titoli mondiali.
Omosessuale dichiarato, è sieropositivo al virus HIV.

## Biografia
Figlio di una coppia di adolescenti (padre samoano, madre di origine svedese), Greg Louganis fu adottato a 9 mesi da una famiglia di origine greca. Sin da bambino si dedicò alla danza classica e alla ginnastica, che gli risultarono particolarmente utili poi nei tuffi.
Il suo talento non tardò ad emergere. A 16 anni conquistò la medaglia d'argento nella piattaforma da 10 metri alle Olimpiadi di Montreal 1976, finendo dietro solo al fuoriclasse italiano Klaus Dibiasi. Due anni dopo, nella stessa specialità, vinse il suo primo titolo mondiale.
Il 1980 era l'anno delle Olimpiadi di Mosca. Dopo il ritiro di Dibiasi, gli esperti pronosticavano la doppia vittoria di Louganis dalla piattaforma e dal trampolino, ma il boicottaggio statunitense, in risposta all'invasione dell'Afghanistan da parte delle truppe sovietiche, gli impedì di partecipare e giocarsi le sue chance di medaglia.
Le aspettative vennero confermate due anni dopo, quando Louganis vinse il doppio titolo mondiale nei tuffi dalla piattaforma da 10 m e dal trampolino da 3 m. Ai Giochi di Los Angeles 1984 arrivò per lui anche il doppio titolo olimpico, sempre nelle stesse due specialità.
Il tuffatore americano continuò a dominare le gare nei quattro anni successivi, aggiudicandosi di nuovo il doppio titolo prima ai mondiali del 1986, poi alle Olimpiadi del 1988. Proprio ai Giochi olimpici di Seul accadde un episodio che fece entrare Louganis nell'immaginario degli "eroi olimpici": nel penultimo turno della qualificazione della gara dal trampolino, andò a sbattere con la testa contro il trampolino durante l'esecuzione del tuffo. Ci furono attimi di apprensione nel pubblico, ma Louganis, dopo essersi fatto medicare la ferita, riuscì a concludere la prova e a qualificarsi per la finale, dove vinse la sua quarta ed ultima medaglia d'oro olimpica.
Nel 1993 è stato inserito nella International Swimming Hall of Fame, la Hall of Fame internazionale degli sport acquatici.

## Vita privata
Dal 1983 al 1989, Louganis ha avuto una relazione sentimentale con il suo manager, R. James "Jim" Babbitt.
Nel 1994 Louganis dichiarò pubblicamente la sua omosessualità, e prese parte ai Gay Games. Un anno dopo disse di essere sieropositivo al virus HIV. Rivelò di sapere da anni di essere sieropositivo, sin da prima delle Olimpiadi di Seul. L'annuncio causò polemiche come nel caso dell'incidente accaduto nella qualificazione del trampolino: Louganis fu accusato di essersi fatto medicare la ferita sanguinante senza avvertire nessuno sul pericolo di contagio.
Il 12 ottobre 2013 ha sposato a Malibù il compagno Johnny Chaillot, un assistente legale. I due hanno divorziato nel 2021.

## Nella cultura di massa
- Nel 1997 un film televisivo con l'attore Mario López come protagonista ed un libro, intitolati entrambi Breaking the Surface: the Greg Louganis Story, hanno ripercorso le tappe principali della vita di Louganis.